# Theyazin bin Haitham Al Said
Theyazin bin Haitham al-Busaíd (en árabe: ذي يزن بن هيثم آل سعيد‎; Mascate, 21 de agosto de 1990) es el Príncipe Heredero del Sultanato de Omán e hijo del Sultán Haitham bin Tariq. También es Ministro de Cultura, Juventud y Deportes. Fue nombrado Príncipe Heredero de Omán por un real decreto el 12 de enero de 2021.

## Biografía
Es hijo del actual Sultán de Omán, Haitham bin Tariq, y de su única esposa, la Sayyida Ahad bint Abdullah Al-Busaidiyah.
Tiene un hermano, Bilarab, y dos hermanas, Thuraya y Omaima.

## Educación
Asistió a la Oxford Brookes University, obteniendo un grado en Ciencias Políticas.

## Carrera
Hasta su designación como Príncipe Heredero de Omán el 12 de enero de 2021, ha sido Ministro de Cultura, Deportes y Juventud desde el 18 de agosto de 2020. Anteriormente trabajó en la oficina real privada de la Embajada de Omán en Londres durante cinco años, a partir de 2014. También ha trabajado en el Ministerio de Relaciones Exteriores desde 2013, según los medios de comunicación omaníes.

## Matrimonios y descendencia
Estuvo casado con su prima hermana por ambos costados, la Sayyida Meyyan bint Shihab Al Said, hija del Sayyid Shihab bin Tariq Al Said (Diputado Primer Ministro para Asuntos de Defensa y hermano del sultán), y de su esposa, la Sayyida Rawdah bint Abdullah Al Busaidiyah, hermana de la consorte del sultán.
El matrimonio tuvo lugar el 11 de noviembre de 2021 en el Salón de los Espejos del Palacio de Al Alam.
Se divorciaron a principios de 2022.
El 24 de abril de 2025, el heredero, contraerá segundas nupcias con la Sayyida Alia bint Mohammed bin Hilal bin Hamad Al Busaidi en el Salón Espejos del Palacio de Al Alam.

## Títulos y tratamientos
Esta tabla aún no está actualizada. Puedes contribuir aportando información sobre títulos y tratamientos de esta persona.

## Honores
Nacionales
- Medalla del acceso del sultán Haitham bin Tariq Al Said (11/01/2020).
- Medalla del Glorioso 50º Día Nacional (20/11/2020).
- Miembro de Primera Clase de la Orden Civil de Omán (18/11/2024).[4]

Extranjeras
- Caballero de la Orden del Jeque Isa bin Salman Al Jalifa [de primera clase] (Reino de Baréin, 07/01/2024).[5]
- Medalla de la Real Academia Militar de Sandhurst (Reino Unido).

## Ancestros
|  |                                     |  |  |  |  |  |  |  |  |  |  |  |  |  |  |  |
|  | 16. Faisal bin Turki Al Sa‘id       |  |  |  |  |  |  |  |  |  |  |  |  |  |  |  |
|  |                                     |  |  |  |  |  |  |  |  |  |  |  |  |  |  |  |
|  |                                     |  |  |  |  |  |  |  |  |  |  |  |  |  |  |  |
|  | 8. Taimur bin Faisal Al Sa‘id       |  |  |  |  |  |  |  |  |  |  |  |  |  |  |  |
|  |                                     |  |  |  |  |  |  |  |  |  |  |  |  |  |  |  |
|  |                                     |  |  |  |  |  |  |  |  |  |  |  |  |  |  |  |
|  | 17. Aliya bint Thuwaini Al Sa‘id    |  |  |  |  |  |  |  |  |  |  |  |  |  |  |  |
|  |                                     |  |  |  |  |  |  |  |  |  |  |  |  |  |  |  |
|  |                                     |  |  |  |  |  |  |  |  |  |  |  |  |  |  |  |
|  | 4. Tariq bin Taimur Al Sa‘id        |  |  |  |  |  |  |  |  |  |  |  |  |  |  |  |
|  |                                     |  |  |  |  |  |  |  |  |  |  |  |  |  |  |  |
|  |                                     |  |  |  |  |  |  |  |  |  |  |  |  |  |  |  |
|  | 9. Kamila Khanum                    |  |  |  |  |  |  |  |  |  |  |  |  |  |  |  |
|  |                                     |  |  |  |  |  |  |  |  |  |  |  |  |  |  |  |
|  |                                     |  |  |  |  |  |  |  |  |  |  |  |  |  |  |  |
|  | 2. Haitham bin Tariq Al Sa‘id       |  |  |  |  |  |  |  |  |  |  |  |  |  |  |  |
|  |                                     |  |  |  |  |  |  |  |  |  |  |  |  |  |  |  |
|  |                                     |  |  |  |  |  |  |  |  |  |  |  |  |  |  |  |
|  | 10. Hamud Al-Busaidi                |  |  |  |  |  |  |  |  |  |  |  |  |  |  |  |
|  |                                     |  |  |  |  |  |  |  |  |  |  |  |  |  |  |  |
|  |                                     |  |  |  |  |  |  |  |  |  |  |  |  |  |  |  |
|  | 5. Shawana bint Hamud Al-Busaidiyah |  |  |  |  |  |  |  |  |  |  |  |  |  |  |  |
|  |                                     |  |  |  |  |  |  |  |  |  |  |  |  |  |  |  |
|  |                                     |  |  |  |  |  |  |  |  |  |  |  |  |  |  |  |
|  | 1. Theyazin bin Haitham Al Sa‘id    |  |  |  |  |  |  |  |  |  |  |  |  |  |  |  |
|  |                                     |  |  |  |  |  |  |  |  |  |  |  |  |  |  |  |
|  |                                     |  |  |  |  |  |  |  |  |  |  |  |  |  |  |  |
|  | 12. Hamad Al-Busaidi                |  |  |  |  |  |  |  |  |  |  |  |  |  |  |  |
|  |                                     |  |  |  |  |  |  |  |  |  |  |  |  |  |  |  |
|  |                                     |  |  |  |  |  |  |  |  |  |  |  |  |  |  |  |
|  | 6. Abdullah bin Hamad Al-Busaidi    |  |  |  |  |  |  |  |  |  |  |  |  |  |  |  |
|  |                                     |  |  |  |  |  |  |  |  |  |  |  |  |  |  |  |
|  |                                     |  |  |  |  |  |  |  |  |  |  |  |  |  |  |  |
|  | 3. Ahad bint Abdullah Al-Busaidiyah |  |  |  |  |  |  |  |  |  |  |  |  |  |  |  |
|  |                                     |  |  |  |  |  |  |  |  |  |  |  |  |  |  |  |
|  |                                     |  |  |  |  |  |  |  |  |  |  |  |  |  |  |  |